# Ultimate Fighting Championship
Ultimate Fighting Championship (UFC) is de grootste mixed-martial-artsorganisatie ter wereld. Ze is het bezit van de Amerikaanse amusementsorganisatie WME-IMG, die haar in juli 2016 voor vier miljard dollar kocht van sportpromotiebedrijf Zuffa. Voorzitter Dana White leidt het bedrijf op de voorgrond en is de belangrijkste woordvoerder van de UFC. De organisatie heeft tussen 2007 en 2011 concurrenten zoals Pride, Strikeforce en World Extreme Cagefighting overgenomen en zichzelf uitgebreid met de beste vechters van deze voormalige bonden.

## Oorsprong
Het toernooiconcept om 's werelds beste vechter te achterhalen was het geesteskind van Art Davie, directeur van een in South Carolina gesitueerd reclamebureau. Davie ontmoette Rorion Gracie in 1991 toen hij MMA onderzocht voor een klant. Gracie baatte een Braziliaans jiujitsu-school uit in Torrance, Californië. De Graciefamilie had een rijke geschiedenis in de Braziliaanse vechtsport vale tudo (Portugees voor 'alles mag'), een voorloper van MMA. Davie werd een leerling van Gracie.

## Geschiedenis
De UFC startte in 1993 als een toernooi om 's werelds beste vechtsporter te vinden, ongeacht in welke stijl die zijn oorsprong vond. Dit idee was gebaseerd op de Braziliaanse vechtsport vale tudo. De bedoeling was om het evenement eenmalig te houden, maar door het succes van de eerste editie volgden er meer. Hoewel er een beperkt aantal regels gold, waren UFC-wedstrijden vaak bruut en gewelddadig. Het eerste UFC-gevecht dat plaatsvond was dat tussen de Nederlandse karate- en savate-beoefenaar Gerard Gordeau en de Hawaïaanse sumoworstelaar Teila Tuli. Gordeau won nadat hij Tuli drie tanden uit zijn mond schopte. De eerste UFC-gevechten waren eerder spectaculair dan sportief, wat leidde tot beschuldigingen van bruutheid en "menselijke hanengevechten" door tegenstanders. Politieke druk leidde ertoe dat de UFC van het publieke toneel verdween en ondergronds ging.

#### Zuffa
Casino-ondernemers en broers Frank Fertitta III en Lorenzo Fertitta kochten in 2001 voor twee miljoen dollar 81% van de eigendomsrechten van UFC en begonnen het sportpromotiebedrijf Zuffa (Italiaans voor 'gevecht') om die in onder te brengen. Ze gingen daarbij in zee met Flash Entertainment (van de overheid van Abu Dhabi, 10% van de aandelen) en zakenman Dana White (9%), die tevens voorzitter en woordvoerder van de organisatie werd. De UFC omarmde striktere regelgeving, werd onderhevig aan regelgevende sportcommissies en profileerde zich als een legitiem sportevenement. Het no holds barred-predicaat schudde men van zich af en men ging verder onder de noemer mixed martial arts (MMA). Zo stond de UFC op uit haar politieke isolement, werd meer sociaal geaccepteerd en herwon haar positie binnen de wereld van pay-per-view-televisie. Er werd meer aandacht besteed aan promotie en met een overeenkomst met een kabelexploitant op zak en de legalisatie van MMA in Californië, mocht de UFC zich langzaam maar zeker op een toenemende mate van populariteit en media-aandacht verheugen. UFC-wedstrijden worden momenteel onder andere uitgezonden in de Verenigde Staten, Verenigd Koninkrijk/Ierland, Canada, Japan, Mexico, Portugal, Brazilië en Abu Dhabi.

#### The Ultimate Fighter
Bekendheid bij het grote publiek verwierf de UFC in 2004 met een realityserie, genaamd The Ultimate Fighter. Hierin streden zestien MMA-vechters, verdeeld over twee gewichtsklassen, onder elkaar om een contract in de UFC te kunnen bemachtigen. Ze verbleven in een villa en hadden geen contact met hun vrienden of familie. Ze werden getraind en gecoacht door bekende UFC-vechters en enkele andere professionele trainers. De finale van deze competitie gaf de doorslag wat betreft de bekendheid van de UFC. In de strijd om het kampioenschap in het licht-zwaargewicht gaven Forrest Griffin en Stephan Bonnar zo'n spectaculair optreden weg dat het nog steeds als een van de beste MMA-gevechten ooit wordt gezien. Beide vechters zijn in 2013 opgenomen in de UFC Hall of Fame. Na het gevecht was de weg vrij voor de UFC om te gaan groeien. De show bracht enkele grote talenten op. Deelnemers die uiteindelijk UFC-kampioen werden zijn Forrest Griffin, Rashad Evans, Michael Bisping, Matt Serra, T.J. Dillashaw, Robert Whittaker, Julianna Peña, Carla Esparza, Kamaru Usman en Nicco Montaño. Deelnemers die voor het kampioenschap vochten, maar wel verloren, zijn Nate Quarry, Kenny Florian (2x), Diego Sanchez, Josh Koscheck, Joe Stevenson, Patrick Côté, Manvil Gamburyan (voor een WEC-titel), Gray Maynard (2x), Nate Diaz en John Dodson.

#### WEC
In 2006 kocht Zuffa concurrent WEC (World Extreme Cagefighting) op. De zwaardere gewichtsklassen werden opgedoekt en alleen lichtgewicht, vedergewicht en bantamgewicht bleef bestaan in de WEC. Eind 2010 werd de WEC definitief gestopt en de meeste vechters werden in de UFC geplaatst. Kampioenen Dominick Cruz en José Aldo werden gekroond tot kampioenen aangezien respectievelijk bantamgewicht en vedergewicht nog niet bestond in de UFC. WEC-kampioen lichtgewicht Anthony Pettis kreeg geen titel, maar werd wel hoog in de divisie geplaatst zodat hij snel kon meedingen voor de titel.
Eveneens in 2006 werd de WFA (World Fighting Alliance) opgekocht. De organisatie werd per direct opgedoekt en de contracten van de vechters werden overgenomen.

#### Pride
In maart 2007 kocht Zuffa de UFC's grootste concurrent Pride eveneens op. In de eerste plaats zouden beide competities gescheiden blijven, maar in oktober van datzelfde jaar werd het Pride-personeel ontslagen en de vechters opgenomen in de UFC. In 2008 vormde het bestuur van Pride een nieuwe organisatie, Dream. Deze had te lijden onder de grote concurrentie van de UFC en werd in 2012 opgedoekt.

#### Strikeforce
De laatste grote slag om de concurrentie achter zich te laten kwam in maart 2011, toen Strikeforce werd opgekocht. Wel bleven beide promoties los van elkaar fungeren; in de contracten werd niets veranderd. In oktober 2012 werd bekend dat televisiezender Showtime zou stoppen met het uitzenden van de Strikeforce-evenementen.

Er stond een evenement gepland op 12 januari 2013 waarbij alle (mannelijke) kampioenen in actie zouden komen. In december 2012 kwam het nieuws naar buiten dat dit het allerlaatste Strikeforce-evenement zou worden.

Vanwege verschillende blessures konden de strijd om zowel de titel voor het lichtgewicht als die voor het lichtzwaargewicht niet doorgaan. Kampioen in het bantamgewicht voor vrouwen Ronda Rousey werd gepromoveerd tot eerste vrouwelijke UFC-kampioen ooit. Alleen Nate Marquardt verdedigde uiteindelijk zijn titel in dat evenement. Hij verloor van de Belg Tarec Saffiedine. Een groot deel van de Strikeforce-contracten werd hierna overgeheveld naar de UFC.

#### Women's MMA
Alhoewel UFC-president Dana White lange tijd geen vrouwelijke divisie wilde hebben in zijn organisatie, werd er na het opdoeken van Strikeforce toch een vrouwelijke divisie in het bantamgewicht toegevoegd. Strikeforce-kampioene Ronda Rousey werd direct tot UFC-kampioene gekroond. Het eerste UFC-gevecht tussen twee vrouwen ooit werd gehouden op 23 februari 2013 tussen Rousey en Liz Carmouche. Carmouche was een grote underdog⁣, maar wist Rousey toch in de problemen te brengen toen zij haar in een staande rear naked choke/face crank wist te vangen. Rousey ontsnapte en liet Carmouche nog in de eerste ronde afkloppen middels een armklem. Carmouche was tevens de eerste openlijk homoseksuele vechter ooit in de UFC.

Het 18de seizoen van The Ultimate Fighter was het eerste seizoen met vrouwelijke coaches en vechters. Ronda Rousey zou het in eerste instantie opnemen tegen Cat Zingano, maar vanwege een knieblessure werd zij vervangen door Miesha Tate.

Op 11 december 2012 kwam het nieuws naar buiten dat de UFC de gehele 115 pound-divisie van Invicta FC, een promotie met enkel vrouwelijke vechters, had overgenomen. Het zou gaan om elf contracten. Deze en enkele andere vrouwen streden in het twintigste seizoen van The Ultimate Fighter om zowel de toernooiwinst als de UFC-titel. In dit seizoen werden voor het eerst de vechters gerangschikt naar kwaliteit. In de eerste ronde streed de nummer één tegen de nummer zestien, nummer twee tegen nummer vijftien, en zo verder. Alle vechters hadden een vaste plek in het toernooiformaat waardoor in de volgende ronden deze ranking niet meer van toepassing was. Nummer één Carla Esparza, de kampioene van de strogewichtdivisie van Invicta, streed in de finale op 12-12-2014 tegen nummer zeven Rose Namajunas. Esparza was dominant met haar worsteltechnieken en liet Namajunas uiteindelijk in de derde ronde afkloppen.

### WME-IMG
Zuffa verkocht de UFC op 11 juli 2016 voor vier miljard dollar aan de Amerikaanse amusementsorganisatie WME-IMG. De broers Fertitta verkochten daarmee het grootste deel van hun aandelen. Flash Entertainment behield 10%. White werd eigenaar van een kleiner deel van zijn oorspronkelijke percentage in de aandelen en bleef aan als voorzitter.

## Regels
De regels die momenteel in de UFC gelden zijn opgesteld door de New Jersey State Athletic Control Board (SACB). Deze Unified Rules of Mixed Martial Arts zijn overgenomen door andere Amerikaanse staten die MMA reguleren, waaronder Nevada, Louisiana en Californië. De regels werden door vele andere organisaties in de VS gehanteerd en werden verplicht voor de staten welke de regels overnamen. Zo werden ze de de facto-regels voor het professionele MMA in de VS.

### Rondes
Een ronde in een UFC-wedstrijd duurt vijf minuten. Titelgevechten hebben vijf ronden, alsook de hoofdact (main event) van ieder UFC-evenement. Andere wedstrijden hebben drie ronden. Tussen de ronden wordt er een minuut gepauzeerd waarin eventuele verwondingen verzorgd worden en de coaches de kooi in mogen om de strategie van hun vechter bij te sturen.

### Gewichtsklassen
De UFC hanteert twaalf gewichtsklassen, acht voor de mannen en vier voor de vrouwen.

#### Mannen
| Gewichtsklasse    | Pond (lb) | Kilogram (kg) |
| ----------------- | --------- | ------------- |
| Zwaargewicht      | 206-265   | 93-120        |
| Lichtzwaargewicht | 186-205   | 84-93         |
| Middengewicht     | 171-185   | 77-84         |
| Weltergewicht     | 156-170   | 70-77         |
| Lichtgewicht      | 146-155   | 66-70         |
| Vedergewicht      | 136-145   | 61-66         |
| Bantamgewicht     | 126-135   | 57-61         |
| Vlieggewicht      | 116-125   | 53-57         |

#### Vrouwen
| Gewichtsklasse | Pond (lb) | Kilogram (kg) |
| -------------- | --------- | ------------- |
| Vedergewicht   | 136-145   | 61-66         |
| Bantamgewicht  | 126-135   | 57-61         |
| Vlieggewicht   | 116-125   | 53-57         |
| Strogewicht    | 106-115   | 48-52         |

### Kooi
De UFC gebruikt een achthoekige kooi, de octagon, als gevechtsomgeving. Oorspronkelijk had de organisatie SEG patent op het gebruik van een achthoekige kooi en werd het andere MMA-organisaties verboden deze te gebruiken. In 2001 gaf Zuffa LLC andere organisaties toestemming deze ook te gebruiken. De kooi bestaat uit een achtzijdig met vinyl bedekt metalen hekwerk met een diameter van 11,6 m, waardoor van hoek-tot-hoek 9,14 m ruimte ontstaat. Het hek is 1,83 m hoog en de kooi bevindt zich op een 1,22 m hoog platform. Bovenop is het hekwerk met schuimrubber bedekt. De kooi heeft twee tegenover elkaar liggende toegangsdeuren.

### Kleding
Alle vechters moeten in de toegestane korte broekjes vechten, zonder schoenen en enige vorm van voetbedekking. Shirts, uniformen en lange broeken zijn niet toegestaan. Vechters moeten officiële lichte handschoenen (113-170 g) dragen waarbij de vingers grotendeels vrij blijven. De handschoenen staan harde stoten toe, terwijl het risico op blessures minder groot is dan bij blote handen.
Initieel was er sprake van weinig tot geen regelgeving op het gebied van kledij. Veel vechters kozen ervoor om strakke broekjes of boksshorts te dragen, terwijl anderen lange broeken of worsteloutfits droegen. Meervoudig toernooiwinnaar Royce Gracie droeg bij zijn eerste gevechten een jiujitsu-gi, het traditionele jiujitsutrainingsuniform.
Op 9 augustus 2011 werden broekjes zonder pijpen door Dana White verboden nadat Dennis Hallman hierin verscheen voor een gevecht met Brian Ebersole.

### Beslissing
Een wedstrijd wordt meestal beslist/beëindigd door:
- Opgave van de tegenstander, die aan zijn tegenstander verbaal of via (driemaal of meer) afkloppen aangeeft niet meer verder te kunnen/willen vechten.
- Een knock-out (K.O.), een vechter gaat na een toegestane klap door de tegenstander neer en is bewusteloos of niet in staat direct het gevecht te hervatten.
- Een technische knock-out (T.K.O.), het gevecht wordt door de scheidsrechter beëindigd, als deze van mening is dat de vechter zich niet meer kan verdedigen; als waarschuwingen aan het adres van een vechter om zijn vechthouding/verdediging te verbeteren niet worden opgevolgd (doorgaans worden er twee waarschuwingen met tussenpoos van vijf seconden gegeven); als een bij het gevecht aanwezige arts het onverantwoord vindt dat een vechter de wedstrijd voortzet als gevolg van een blessure.
- Een jurybeslissing, afhankelijk van de score, eindigt de wedstrijd met een:
  - unanimous decision (alle drie de scheidsrechters noteren winst voor één vechter),
  - majority decision (twee scheidsrechters noteren winst voor één vechter, een scheidsrechter een gelijkspel),
  - split decision (twee scheidsrechters noteren winst voor één vechter, een scheidsrechter voor de andere vechter),
  - unanimous draw (alle drie de scheidsrechters noteren een gelijkspel),
  - majority draw (twee scheidsrechters noteren een gelijkspel).
  - split draw (het totaal aantal punten voor elke vechter is gelijk)

Een gevecht kan ook eindigen met een technische beslissing, technisch gelijkspel, een diskwalificatie, het verspelen van het gevecht, of in een 'no contest' (geen wedstrijd). Dit laatste gebeurt bijvoorbeeld wanneer de ene vechter de andere het doorvechten onmogelijk maakt door middel van een niet opzettelijk uitgevoerde illegale actie. Doorgaan is dan onopzettelijk onmogelijk geworden, terwijl nog niemand de overwinning heeft verdiend.

### Jurycriteria
Er is een tienpuntensysteem van toepassing op alle UFC-gevechten; drie juryleden noteren elke ronde een winnaar, die tien punten krijgt, de verliezer van een ronde krijgt negen punten of minder. Als de ronde gelijk is, krijgen beide vechters tien punten. In New Jersey mag de verliezer niet minder dan zeven punten krijgen, in andere staten is het ongewoon om een vechter minder dan zeven punten toe te kennen.

### Overtredingen
De Nevada State Athletic Commission merkt de volgende handelingen als overtredingen aan:
- Kopstoten
- Het aanvallen van de ogen
- Bijten
- Aan de haren trekken
- Fish hooking, het stoppen van (een) vinger(s) in de mond, neusgaten of andere lichaamsholten van de tegenstander
- Het aanvallen van de geslachtsdelen
- Het stoppen van (een) vinger(s) in sneeën of verwondingen anderzijds van de tegenstander
- Het verdraaien van, trekken aan of buigen van vingers en tenen
- Klappen op de achterkant van het hoofd of op de ruggengraat
- Naar beneden gerichte aanvallen met de punt van de elleboog
- Aanvallen naar de keel en het vastgrijpen van de luchtpijp
- Krabben, knijpen en verdraaien van de huid
- Het sleutelbeen vastgrijpen
- Het naar het hoofd trappen van een op de grond liggende tegenstander
- Het met de knieën naar het hoofd van een op de grond liggende tegenstander uithalen
- Het met de hiel/hak of voet vertrappen van een op de grond liggende tegenstander
- Het met de hiel/hak trappen naar de nieren
- Het op het hoofd van de en op de nek van de tegenstander gaan zitten/knielen
- Het uit de ring/kooi werpen van de tegenstander
- Het broekje of de handschoenen van de tegenstander vastgrijpen
- Spugen naar een tegenstander
- Onsportief gedrag jegens een tegenstander vertonen dat in een blessure kan resulteren
- Het vastgrijpen van de touwen of het hekwerk
- Het in de ring uiten van krachttermen, schelden
- Het tijdens de pauze aanvallen van de tegenstander
- Het aanvallen van de tegenstander wanneer de scheidsrechter zich met deze bezigt
- Het na de bel/gong aanvallen van de tegenstander
- Het negeren van aanwijzingen/instructies van de scheidsrechter
- Passieve houding, vermijden van contact met de tegenstander, het opzettelijk of voortdurend uitspuwen van de gebitsbeschermer en het simuleren van een blessure
- Tussenkomst vanuit de hoek

Wanneer een overtreding wordt begaan, mag de scheidsrechter punten aftrekken als straf. Als de tegenstander bij de overtreding betrokken wordt, kan er diskwalificatie volgen wanneer er sprake was van een opzettelijke overtreding, of een 'no contest' als er sprake was van een onopzettelijke overtreding. Als een overtreding tot gevolg heeft dat de tegenstander het gevecht niet kan voortzetten, eindigt het gevecht met een technische beslissing en winst voor de tegenstander als deze op punten voorstaat, anders eindigt het gevecht met een technisch gelijkspel.

## Kampioenen

### Huidige
De UFC kent 12 verschillende kampioensgordels toe, 8 bij de mannen en 4 bij de vrouwen.

#### Mannen
| Gewichtsklasse    | Kampioen              | Sinds      | Winst-verlies (evt. gelijk)† | Titelverdedigingen |
| ----------------- | --------------------- | ---------- | ---------------------------- | ------------------ |
| Zwaargewicht      | Tom Aspinall          | 24-06-2025 | 15 - 3                       | 0                  |
| Lichtzwaargewicht | Magomed Ankalaev      | 09-03-2025 | 21 - 1 - 1 (1 NC)            | 0                  |
| Middengewicht     | Khamzat Chimaev       | 17-08-2025 | 15 - 0                       | 0                  |
| Weltergewicht     | Jack Della Maddalena  | 11-05-2025 | 18 - 2                       | 0                  |
| Lichtgewicht      | Ilia Topuria          | 29-06-2025 | 17 - 0                       | 0                  |
| Vedergewicht      | Alexander Volkanovski | 13-04-2025 | 27-4                         | 0                  |
| Bantamgewicht     | Merab Dvalishvili     | 15-09-2024 | 20 - 4                       | 2                  |
| Vlieggewicht      | Alexandre Pantoja     | 08-07-2023 | 30 - 5                       | 4                  |

#### Vrouwen
| Gewichtsklasse | Kampioen             | Sinds      | Winst-verlies (evt. gelijk)† | Titelverdedigingen |
| -------------- | -------------------- | ---------- | ---------------------------- | ------------------ |
| Bantamgewicht  | Kayla Harrison       | 08-06-2025 | 19 - 1                       | 0                  |
| Vlieggewicht   | Valentina Shevchenko | 15-09-2024 | 25 - 4 - 1                   | 1                  |
| Strogewicht    | Zhang Weili          | 12-11-2022 | 25 - 3                       | 2                  |

† = Prestaties tot dusver in de gehele professionele MMA-carrière. Te lezen als: winst-verlies of eventueel winst-verlies-gelijkspel. NC staat voor No Contest (geen uitslag).
- Laatste update: 10 september 2023.

### Voormalige (incompleet)
| Naam                     | Gewichtsklasse              | Titelverdedigingen |
| ------------------------ | --------------------------- | ------------------ |
| Israel Adesanya          | Middengewicht               | 5 (5+0)            |
| José Aldo                | Vedergewicht                | 7 (7+0)            |
| Eddie Alvarez            | Lichtgewicht                | 0                  |
| Jessica Andrade          | Strogewicht (vrouwen)       | 0                  |
| Andrei Arlovski          | Zwaargewicht                | 1                  |
| Andrei Arlovski          | Zwaargewicht (interim)      | 1                  |
| Renan Barão              | Bantamgewicht               | 1                  |
| Renan Barão              | Bantamgewicht (interim)     | 2                  |
| Josh Barnett             | Zwaargewicht                | 0                  |
| Vitor Belfort            | Lichtzwaargewicht           | 0                  |
| Michael Bisping          | Middengewicht               | 1                  |
| Jan Błachowicz           | Lichtzwaargewicht           | 1                  |
| Murilo Bustamante        | Middengewicht               | 1                  |
| Shane Carwin             | Zwaargewicht (interim)      | 0                  |
| Henry Cejudo             | Vlieggewicht                | 1                  |
| Henry Cejudo             | Bantamgewicht               | 1                  |
| Mark Coleman             | Zwaargewicht                | 0                  |
| Carlos Condit            | Weltergewicht (interim)     | 0                  |
| Daniel Cormier           | Lichtzwaargewicht           | 4                  |
| Daniel Cormier           | Zwaargewicht                | 1                  |
| Randy Couture            | Lichtzwaargewicht (2x)      | 0                  |
| Randy Couture            | Lichtzwaargewicht (interim) | 0                  |
| Randy Couture            | Zwaargewicht (3x)           | 3 (0+2+1)          |
| Dominick Cruz            | Bantamgewicht               | 3 (2+1)            |
| Cristiane Justino        | Vedergewicht (vrouwen)      | 2                  |
| T.J. Dillashaw           | Bantamgewicht               | 3 (2+1)            |
| Rafael dos Anjos         | Lichtgewicht                | 1                  |
| Frankie Edgar            | Lichtgewicht                | 3                  |
| Carla Esparza            | Strogewicht (vrouwen)       | (0+0)              |
| Rashad Evans             | Lichtzwaargewicht           | 0                  |
| Deiveson Figueiredo      | Vlieggewicht                | 2 (2+0)            |
| Rich Franklin            | Middengewicht               | 2                  |
| Cody Garbrandt           | Bantamgewicht               | 0                  |
| Forrest Griffin          | Lichtzwaargewicht           | 0                  |
| Benson Henderson         | Lichtgewicht                | 3                  |
| Johny Hendricks          | Weltergewicht               | 0                  |
| Holly Holm               | Bantamgewicht (vrouwen)     | 0                  |
| Max Holloway             | Vedergewicht                | 3                  |
| Matt Hughes              | Weltergewicht               | 7 (5+2)            |
| Quinton Jackson          | Lichtzwaargewicht           | 1                  |
| Joanna Jędrzejczyk       | Strogewicht (vrouwen)       | 5                  |
| Demetrious Johnson       | Vlieggewicht                | 11                 |
| Jon Jones                | Lichtzwaargewicht           | 11 (8+3)           |
| Cristiane Justino        | Vedergewicht (vrouwen)      | 2                  |
| Robbie Lawler            | Weltergewicht               | 2                  |
| Brock Lesnar             | Zwaargewicht                | 2                  |
| Chuck Liddell            | Lichtzwaargewicht           | 4                  |
| Lyoto Machida            | Lichtzwaargewicht           | 1                  |
| Conor McGregor           | Vedergewicht                | 0                  |
| Conor McGregor           | Lichtgewicht                | 0                  |
| Dave Menne               | Middengewicht               | 0                  |
| Pat Miletich             | Weltergewicht               | 4                  |
| Stipe Miocic             | Zwaargewicht                | 4 (3+1)            |
| Frank Mir                | Zwaargewicht                | 0                  |
| Frank Mir                | Zwaargewicht (interim)      | 0                  |
| Nicco Montaño            | Vlieggewicht (vrouwen)      | 0                  |
| Brandon Moreno           | Vlieggewicht                | 0 (0+0)            |
| Rose Namajunas           | Strogewicht (vrouwen)       | (1+1)              |
| Francis Ngannou          | Zwaargewicht                | 1                  |
| Carlos Newton            | Weltergewicht               | 0                  |
| Antônio Rodrigo Nogueira | Zwaargewicht (interim)      | 0                  |
| Amanda Nunes             | Bantamgewicht (vrouwen)     | 6 (5+1)            |
| Amanda Nunes             | Vedergewicht (vrouwen)      | 2                  |
| Khabib Nurmagomedov      | Lichtgewicht                | 3                  |
| Charles Oliveira         | Lichtgewicht                | 1                  |
| Tito Ortiz               | Lichtzwaargewicht           | 5                  |
| Julianna Peña            | Bantamgewicht (vrouwen)     | 0                  |
| B.J. Penn                | Lichtgewicht                | 3                  |
| B.J. Penn                | Weltergewicht               | 0                  |
| Alex Pereira             | Middengewicht               | 0                  |
| Anthony Pettis           | Lichtgewicht                | 1                  |
| Jiří Procházka           | Lichtzwaargewicht           | 0                  |
| Jens Pulver              | Lichtgewicht                | 2                  |
| Germaine de Randamie     | Vedergewicht (vrouwen)      | 0                  |
| Kevin Randleman          | Zwaargewicht                | 1                  |
| Luke Rockhold            | Middengewicht               | 0                  |
| Ricco Rodriguez          | Zwaargewicht                | 0                  |
| Ronda Rousey             | Bantamgewicht (vrouwen)     | 6                  |
| Maurício Rua             | Lichtzwaargewicht           | 0                  |
| Bas Rutten               | Zwaargewicht                | 0                  |
| Junior dos Santos        | Zwaargewicht                | 1                  |
| Matt Serra               | Weltergewicht               | 0                  |
| Dan Severn               | Vrij (Superfight-kampioen)  | 0                  |
| Frank Shamrock           | Lichtzwaargewicht           | 4                  |
| Ken Shamrock             | Vrij (Superfight-kampioen)  | 2                  |
| Sean Sherk               | Lichtgewicht                | 1                  |
| Anderson Silva           | Middengewicht               | 10                 |
| Valentina Sjevtsjenko    | Vlieggewicht (vrouwen)      | 7                  |
| Maurice Smith            | Zwaargewicht                | 1                  |
| Aljamain Sterling        | Bantamgewicht               | 3                  |
| Georges St-Pierre        | Weltergewicht               | 9 (0+9)            |
| Georges St-Pierre        | Middengewicht               | 0                  |
| Tim Sylvia               | Zwaargewicht (2x)           | 3 (1+2)            |
| Evan Tanner              | Middengewicht               | 0                  |
| Miesha Tate              | Bantamgewicht (vrouwen)     | 0                  |
| Glover Teixeira          | Lichtzwaargewicht           | 0                  |
| Kamaru Usman             | Weltergewicht               | 5                  |
| Cain Velasquez           | Zwaargewicht (2x)           | 2 (0+2)            |
| Chris Weidman            | Middengewicht               | 3                  |
| Fabrício Werdum          | Zwaargewicht                | 0                  |
| Robert Whittaker         | Middengewicht               | 0                  |
| Tyron Woodley            | Weltergewicht               | 4                  |
| Petr Yan                 | Bantamgewicht               | 0                  |
| Alexander Volkanovski    | Vedergewicht                | 5                  |

- Laatste update: 10 september 2023.

## Evenementen
UFC-evenementen kennen een aantal verschillende formaten. De hoofdevenementen worden gekenmerkt door een nummer gevolgd met een kop van het meest aansprekende gevecht. Tijdens deze evenementen vinden meestal de titelgevechten plaats. De shows zijn te bewonderen via Pay-per-view. Er zijn daarnaast ook reguliere evenementen die ook wel "Fight Nights" worden genoemd. Deze worden uitgezonden op ESPN+. Verder zijn er nog evenementen die worden vernoemd naar de uitzender; UFC on ESPN, UFC on Fox of UFC on ABC.
In de onderstaande tabel zijn de winnaars van de hoofdgevechten uit de eerste 17 hoofdevenementen terug te vinden. Anno 2021 hebben er bijna 270 hoofdevenementen en meer dan 500 evenementen in totaal plaatsgevonden.
| Evenement                      | Datum      | Hoofdevenement     | Hoofdevenement   | Hoofdevenement  |
| Evenement                      | Datum      | Gewichtsklasse     | Winnaar          | Runner-up       |
| ------------------------------ | ---------- | ------------------ | ---------------- | --------------- |
| UFC 1: The Beginning           | 12-11-1993 | Geen               | Royce Gracie     | Gerard Gordeau  |
| UFC 2: No Way Out              | 11-03-1994 | Geen               | Royce Gracie     | Patrick Smith   |
| UFC 3: The American Dream      | 09-09-1994 | Geen               | Steve Jennum     | Harold Howard   |
| UFC 4: Revenge of the Warriors | 16-12-1994 | Geen               | Royce Gracie     | Dan Severn      |
| UFC 5: The Return of the Beast | 07-04-1995 | Geen               | Dan Severn       | Dave Beneteau   |
| UFC 6: Clash of the Titans     | 14-07-1995 | Geen               | Oleg Taktarov    | David Abbott    |
| UFC 7: The Brawl in Buffalo    | 08-09-1995 | Geen               | Marco Ruas       | Paul Varelans   |
| UFC: The Ultimate Ultimate     | 16-12-1995 | Geen               | Dan Severn       | Oleg Taktarov   |
| UFC 8: David vs. Goliath       | 16-02-1996 | Geen               | Don Frye         | Gary Goodridge  |
| UFC 9: Motor City Madness      | 17-05-1996 | Geen               | Dan Severn       | Ken Shamrock    |
| UFC 10: The Tournament         | 12-07-1996 | Geen               | Mark Coleman     | Don Frye        |
| UFC 11: The Proving Ground     | 20-09-1996 | Geen               | Mark Coleman     | Scott Ferrozzo  |
| UFC: The Ultimate Ultimate 2   | 07-12-1996 | Geen               | Don Frye         | David Abbott    |
| UFC 12: Judgement Day          | 07-02-1997 | Zwaargewicht       | Vitor Belfort    | Scott Ferrozzo  |
| UFC 12: Judgement Day          | 07-02-1997 | Zwaargewicht       | Mark Coleman     | Dan Severn      |
| UFC 12: Judgement Day          | 07-02-1997 | Lichtgewicht       | Jerry Bohlander  | Nick Sanzo      |
| UFC 13: The Ultimate Force     | 30-03-1997 | Zwaargewicht       | Randy Couture    | Steven Graham   |
| UFC 13: The Ultimate Force     | 30-03-1997 | Lichtgewicht       | Guy Mezger       | Tito Ortiz      |
| UFC 14: Showdown               | 27-07-1997 | Zwaargewicht       | Mark Kerr        | Dan Bobish      |
| UFC 14: Showdown               | 27-07-1997 | Middengewicht      | Kevin Jackson    | Tony Fryklund   |
| UFC 14: Showdown               | 27-07-1997 | Zwaargewicht       | Maurice Smith    | Mark Coleman    |
| UFC 15: Collision Course       | 17-08-1997 | Zwaargewicht       | Mark Kerr        | Dwayne Cason    |
| UFC 15: Collision Course       | 17-08-1997 | Zwaargewicht       | Randy Couture    | Vitor Belfort   |
| UFC 15: Collision Course       | 17-08-1997 | Zwaargewicht       | Maurice Smith    | David Abbott    |
| UFC Japan: Ultimate Japan      | 21-12-1997 | Licht zwaargewicht | Frank Shamrock   | Kevin Jackson   |
| UFC Japan: Ultimate Japan      | 21-12-1997 | Zwaargewicht       | Kazushi Sakuraba | Marcus Silveira |
| UFC Japan: Ultimate Japan      | 21-12-1997 | Zwaargewicht       | Randy Couture    | Maurice Smith   |
| UFC 16: Battle in the Bayou    | 13-03-1998 | Licht zwaargewicht | Frank Shamrock   | Igor Zinoviev   |
| UFC 17: Redemption             | 15-05-1998 | Middengewicht      | Frank Shamrock   | Jeremy Horn     |

### Bonuswinnaars
De UFC Bonus Awards zijn bonussen die worden uitgereikt aan vechters met het beste gevecht van de avond (Fight of the Night of FotN) en de twee meest spectaculaire knock-outs en/of submissions (Performance of the Night of PotN). PotN heeft per 11 februari 2014 de beste knock-out (KotN) en de beste submission (SotN) vervangen. Het prijzengeld varieert per evenement, maar zit meestal rond $50.000 per vechter. De hoogste bonus die ooit is uitgekeerd was die aan Diego Sanchez en Martin Kampmann voor hun FotN tijdens UFC Live: Sanchez vs. Kampmann. Beiden kregen $160.000. De andere winnaars van dat evenement (Brian Bowles met de submission en Shane Roller met de KO) kregen 'slechts' $40.000. Het evenement met het hoogste totaalbedrag aan bonusuitkeringen was UFC 129: St-Pierre vs. Shields. José Aldo en Mark Hominick (FotN), Lyoto Machida (KotN) en Pablo Garza (SotN) kregen allen $129.000.
Vechters met minstens zeven bonussen:
| Naam               | FotN | KotN† | SotN† | PotN | Totaal | Status           |
| ------------------ | ---- | ----- | ----- | ---- | ------ | ---------------- |
| Nate Diaz          | 8    | 1     | 5     | 1    | 15     | Actief           |
| Joe Lauzon         | 7    | 1     | 6     | 1    | 15     | Actief           |
| Anderson Silva     | 4    | 7     | 2     | 0    | 13     | Actief           |
| Donald Cerrone     | 3    | 3     | 2     | 5    | 13     | Actief           |
| Frankie Edgar      | 7    | 1     | 0     | 2    | 10     | Actief           |
| Chris Lytle        | 6    | 1     | 3     | 0    | 10     | Gestopt          |
| Charles Oliveira   | 3    | 0     | 3     | 4    | 10     | Actief           |
| Clay Guida         | 6    | 0     | 3     | 0    | 9      | Actief           |
| Jim Miller         | 6    | 0     | 3     | 0    | 9      | Actief           |
| Conor McGregor     | 2    | 1     | 0     | 6    | 9      | Actief, kampioen |
| Edson Barboza      | 6    | 1     | 0     | 1    | 8      | Actief           |
| Lyoto Machida      | 3    | 4     | 0     | 1    | 8      | Actief           |
| Tony Ferguson      | 3    | 1     | 1     | 3    | 8      | Actief           |
| Anthony Johnson    | 1    | 2     | 0     | 5    | 8      | Gestopt          |
| Diego Sanchez      | 7    | 0     | 0     | 0    | 7      | Actief           |
| Sam Stout          | 6    | 1     | 0     | 0    | 7      | Gestopt          |
| Carlos Condit      | 5    | 2     | 0     | 0    | 7      | Actief           |
| Wanderlei Silva    | 5    | 2     | 0     | 0    | 7      | Niet meer in UFC |
| Michael Bisping    | 5    | 0     | 0     | 2    | 7      | Actief, kampioen |
| Maurício Rua       | 4    | 3     | 0     | 0    | 7      | Actief           |
| Jon Jones          | 4    | 1     | 2     | 0    | 7      | Actief           |
| Dan Henderson      | 4    | 1     | 0     | 2    | 7      | Gestopt          |
| Thiago Tavares     | 4    | 0     | 1     | 2    | 7      | Niet meer in UFC |
| Stipe Miocic       | 3    | 1     | 0     | 3    | 7      | Actief, kampioen |
| Erick Silva        | 3    | 0     | 2     | 2    | 7      | Actief           |
| Travis Browne      | 2    | 4     | 1     | 0    | 7      | Actief           |
| Demetrious Johnson | 2    | 1     | 1     | 3    | 7      | Actief, kampioen |
| Ronda Rousey       | 1    | 0     | 4     | 2    | 7      | Actief           |
| Demian Maia        | 1    | 0     | 4     | 2    | 7      | Actief           |

† = wordt niet meer uitgereikt
- Laatste update: 16 april 2017

### Winnaars vanThe Ultimate Fighter

#### Amerikaanse seizoenen
| Seizoen | Kampioen          | Gewichtsklasse          | Datum      |
| ------- | ----------------- | ----------------------- | ---------- |
| 1       | Diego Sanchez     | Weltergewicht           | 09-04-2005 |
| 1       | Forrest Griffin   | Lichtzwaargewicht       | 09-04-2005 |
| 2       | Joe Stevenson     | Lichtgewicht            | 05-11-2005 |
| 2       | Rashad Evans      | Zwaargewicht            | 05-11-2005 |
| 3       | Kendall Grove     | Middengewicht           | 24-06-2006 |
| 3       | Michael Bisping   | Lichtzwaargewicht       | 24-06-2006 |
| 4       | Matt Serra        | Weltergewicht           | 11-11-2006 |
| 4       | Travis Lutter     | Middengewicht           | 11-11-2006 |
| 5       | Nate Diaz         | Lichtgewicht            | 23-06-2007 |
| 6       | Mac Danzig        | Weltergewicht           | 08-12-2007 |
| 7       | Amir Sadollah     | Middengewicht           | 21-06-2008 |
| 8       | Efrain Escudero   | Lichtgewicht            | 13-12-2008 |
| 8       | Ryan Bader        | Lichtzwaargewicht       | 13-12-2008 |
| 9       | Ross Pearson      | Lichtgewicht            | 20-06-2009 |
| 9       | James Wilks       | Weltergewicht           | 20-06-2009 |
| 10      | Roy Nelson        | Zwaargewicht            | 05-12-2009 |
| 11      | Court McGee       | Middengewicht           | 19-06-2010 |
| 12      | Jonathan Brookins | Lichtgewicht            | 04-12-2010 |
| 13      | Tony Ferguson     | Weltergewicht           | 04-06-2011 |
| 14      | John Dodson       | Bantamgewicht           | 03-12-2011 |
| 14      | Diego Brandão     | Vedergewicht            | 03-12-2011 |
| 15      | Michael Chiesa    | Lichtgewicht            | 01-06-2012 |
| 16      | Colton Smith      | Weltergewicht           | 15-12-2012 |
| 17      | Kelvin Gastelum   | Middengewicht           | 15-12-2012 |
| 18      | Chris Holdsworth  | Bantamgewicht           | 30-11-2013 |
| 18      | Julianna Peña     | Bantamgewicht (vrouwen) | 30-11-2013 |
| 19      | Eddie Gordon      | Middengewicht           | 06-07-2014 |
| 19      | Corey Anderson    | Lichtzwaargewicht       | 06-07-2014 |

#### Internationale seizoenen
| Seizoen              | Kampioen             | Gewichtsklasse | Datum      |
| -------------------- | -------------------- | -------------- | ---------- |
| Brazil               | Rony Mariano Bezerra | Vedergewicht   | 23-06-2012 |
| Brazil               | Cezar Ferreira       | Middengewicht  | 23-06-2012 |
| The Smashes          | Norman Parke         | Lichtgewicht   | 14-12-2012 |
| The Smashes          | Robert Whittaker     | Weltergewicht  | 14-12-2012 |
| Brazil 2             | Leandro Santos       | Weltergewicht  | 08-06-2013 |
| China                | Zhang Lipeng         | Weltergewicht  | 26-01-2014 |
| Canada vs. Australia | Chad Laprise         | Weltergewicht  | 09-04-2014 |
| Canada vs. Australia | Elias Theodorou      | Middengewicht  | 09-04-2014 |
| Brazil 3             | Warlley Alves        | Middengewicht  | 25-05-2014 |
| Brazil 3             | Antônio Carlos Jr.   | Zwaargewicht   | 25-05-2014 |

## UFC Hall of Fame
| Name                               | Categorie            | Datum van inductie | Evenement                     | Opmerking |
| ---------------------------------- | -------------------- | ------------------ | ----------------------------- | --- |
| Royce Gracie                       | Pioniers             | 21-11-2003         | UFC 45                        | Won de toernooien van UFC 1, UFC 2 en UFC 4. |
| Ken Shamrock                       | Pioniers             | 21-11-2003         | UFC 45                        | Voormalig superfight-kampioen met twee succesvolle titelverdedigingen. |
| Dan Severn                         | Pioniers             | 16-04-2005         | UFC 52                        | Voormalig superfight-kampioen. Won de toernooien van UFC 5 en Ultimate Ultimate 1995. |
| Randy Couture                      | Pioniers             | 24-06-2006         | The Ultimate Fighter 3 Finale | Won drie keer het kampioenschap in het zwaargewicht met drie succesvolle titelverdedigingen en drie keer in het lichtzwaargewicht (waarvan één een interim-titel). Won tevens het toernooi van UFC 13. Won twee keer een Fight of the Night-bonus. |
| Mark Coleman                       | Pioniers             | 01-03-2008         | UFC 82                        | Voormalig kampioen in het zwaargewicht. Won de toernooien van UFC 10, UFC 11 en Pride 2000 Grand Prix Openweight Tournament. |
| Chuck Liddell                      | Pioniers             | 11-07-2009         | UFC 100                       | Voormalig kampioen in het lichtzwaargewicht met vier succesvolle titelverdedigingen. Won twee keer een Fight of the Night-bonus en één keer een Knockout of the Night-bonus.                                                                       |
| Charles Lewis Jr.                  | Bijzondere bijdragen | 11-07-2009         | UFC 100                       | Mede-oprichter van kledingmerk Tapout, het eerste grote kledingmerk in de MMA-wereld. |
| Matt Hughes                        | Pioniers             | 29-05-2010         | UFC 114                       | Won twee keer de titel in het weltergewicht met in totaal zeven succesvolle titelverdedigingen. Won twee keer een Fight of the Night-bonus en één keer een Submission of the Night-bonus.                                                          |
| Tito Ortiz                         | Pioniers             | 07-07-2012         | UFC 148                       | Voormalig kampioen in het lichtzwaargewicht met vijf succesvolle titelverdedigingen. Won vier keer een Fight of the Night-bonus, één keer een Knockout of the Night-bonus en één keer een Submission of the Night-bonus.                           |
| Forrest Griffin                    | Moderne tijd         | 06-07-2013         | UFC Fan Expo 2013             | Voormalig kampioen in het lichtzwaargewicht. Won het toernooi van The Ultimate Fighter 1. Won vijf keer een Fight of the Night-bonus en één keer een Submission of the Night-bonus.                                                                |
| Forrest Griffin vs. Stephan Bonnar | Gevechten            | 06-07-2013         | UFC Fan Expo 2013             | Finale van het toernooi van The Ultimate Fighter 1 op 9 april 2005; dit gevecht wordt gezien als het meest invloedrijke gevecht in de geschiedenis van de UFC.                                                                                     |
| Pat Miletich                       | Pioniers             | 06-07-2014         | UFC Fan Expo 2014             | Voormalig kampioen in het weltergewicht met vier succesvolle titelverdedigingen. Won het toernooi van UFC 16. |
| Bas Rutten                         | Pioniers             | 11-07-2015         | UFC 189                       | Voormalig kampioen in het zwaargewicht, ongeslagen van april 1995 tot en met laatste gevecht in juli 2006. |
| B.J. Penn                          | Moderne tijd         | 11-07-2015         | UFC 189                       | Voormalig kampioen weltergewicht én lichtgewicht, met drie succesvolle titelverdedigingen in het lichtgewicht. Tweede in de geschiedenis van de UFC met titels in twee verschillende gewichtsklassen (na Randy Couture).                           |
| Matt Hughes vs. Frank Trigg 2      | Gevechten            | 11-07-2015         | UFC 189                       | Gevecht om de UFC-weltergewichttitel tijdens UFC 52 op 16 april 2005 |
| Jeff Blatnick                      | Bijzondere bijdragen | 11-07-2015         | UFC 189                       | Voormalig olympisch kampioen Grieks-Romeins worstelen in het superzwaargewicht. Werkte voor de UFC als commentator, bestuurslid en jurylid gedurende de beginjaren van de organisatie. Medegrondlegger van de naam 'MMA'.                          |
| Antônio Rodrigo Nogueira           | Pioniers             | 10-07-2016         | UFC Fan Expo 2016             | Voormalig Pride-kampioen, Pride-interimkampioen en UFC-interimkampioen in het zwaargewicht. |
| Don Frye                           | Pioniers             | 10-07-2016         | UFC Fan Expo 2016             | Won de toernooien van UFC 8 en UFC Ultimate Ultimate 1996 en was finalist in het toernooi van UFC 10. |
| Mark Coleman vs. Pete Williams     | Gevechten            | 10-07-2016         | UFC Fan Expo 016              | Gevecht in het zwaargewicht tijdens UFC 17. Coleman domineerde het gevecht in de reguliere tijd, maar in de verlenging was hij zwaar vermoeid waarbij Williams hem met een zware trap tegen het hoofd een knockout bezorgde                        |
| Bob Meyrowitz                      | Bijzondere bijdragen | 10-07-2016         | UFC Fan Expo 2016             | Mede-oprichter van de UFC. Was eigenaar totdat de organisatie werd verkocht aan Zuffa. |
| Urijah Faber                       | Moderne tijd         | 06-07-2017         | UFC Fan Expo 2017             | Voormalig WEC-kampioen in het vedergewicht en verdedigde de titel 5×. In die tijd bestond deze divisie niet in de UFC, maar de WEC was wel eigendom van hetzelfde moederbedrijf van de UFC. Tevens streed hij 4× voor de UFC-bantamgewichttitel.   |

## Trivia
- Donald Cerrone won tot nu toe de meeste gevechten in de UFC, namelijk 23.[30]
- De langste reeks opeenvolgende overwinningen staat op naam van Anderson Silva met 16 keer. Hoewel hij doorgaans in de middengewichtsklasse vecht, waren enkele daarvan in het lichtzwaargewicht.[31]
- Het record van meeste gevechten in de UFC is van Donald Cerrone en Jim Miller; zij stonden allebei 33 keer in het Octagon.[32]
- Het grootste aantal gewonnen titelgevechten staat op naam van Georges St-Pierre met het aantal van 12.[33]
- Demetrious Johnson bezit de langste reeks opeenvolgende titelverdedigingen met 11 keer.[34]
- Randy Couture vocht in de meeste titelgevechten: 15 keer.[35]
- De snelste knock-out in een titelgevecht vond plaats op 12 december 2015. Conor McGregor sloeg toen José Aldo in dertien seconden knock-out.
- Jon Jones was op een leeftijd van 23 jaar en acht maanden de jongste UFC-kampioen.
- Randy Couture was met 45 jaar en 146 dagen de oudste UFC-kampioen.
- Frankie Edgar stond in totaal het langst in het Octagon, namelijk 6 uur, 17 minuten en 51 seconden.[36]
- In 2025 is er een Nederlandse UFC-vechter actief, Reinier de Ridder in middengewicht
- Op 8 mei 2016 vond UFC Fight Night: Overeem vs. Arlovski plaats in Rotterdam Ahoy. Dit was het eerste UFC-evenement dat plaatsvond in Nederland. Onder anderen de Nederlanders Germaine de Randamie, Stefan Struve en Alistair Overeem (in die volgorde) maakten deel uit van het programma. Zij wonnen die dag alle drie op basis van knock-out of technische knock-out.

## Computerspellen
Sinds 2000 zijn er een aantal officiële UFC-computerspellen op de markt gebracht:
- Ultimate Fighting Championship (2000)
- UFC: Tapout (2002)
- UFC: Throwdown (2002)
- UFC: Tapout 2 (2003)
- UFC: Sudden Impact (2004)
- UFC 2009 Undisputed (2009)
- UFC Undisputed 2010 (2010)
- UFC Personal Trainer (2011)
- UFC Undisputed 3 (2012)
- EA Sports UFC (2014)
- EA Sports UFC 2 (2016)
- EA Sports UFC 3 (2018)
- EA Sports UFC 4 (2020)
- EA Sports UFC 5 (2023)